# Ali Ahmed (Fußballspieler)
Ali Ahmed (* 10. Oktober 2000 in Toronto, Ontario) ist ein kanadisch-äthiopischer Fußballspieler.

## Karriere

### Verein
Schon früh nahm er an einem Probetraining bei der Akademie des Toronto FC teil und absolvierte auch mehrere Probetrainings in Europa, bis er schlussendlich nach mehreren Anläufen in der Akademie der Vancouver Whitecaps unterkam. Aus deren U23 kommend, ging er dann im März 2022 in die zweite Mannschaft in der MLS Next Pro über und sammelte hier nun seine ersten Einsätze. Wenige Wochen später bekam er dann auch schon sein Debüt für das MLS-Team, wo er bei einer 0:3-Niederlage gegen den Austin FC am 24. April 2022 zur 57. Minute für Ryan Raposo eingewechselt wurde. Im weiteren Verlauf der Saison kam er hier dann noch ein zweites Mal zum Einsatz. Zur Spielzeit 2023 stieß er schließlich auch fest zur ersten Mannschaft und bekam hier nun auch Einsätze in der CONCACAF Champions League 2022, wo er mit seinem Team das Viertelfinale erreichte. Mittlerweile hat er sich einen Stammplatz in seiner Mannschaft erarbeitet und gewann mit dieser zudem die Canadian Championship 2022.

### Nationalmannschaft
Sein Debüt für die kanadische A-Nationalmannschaft hatte er am 27. Juni 2023 bei einem 2:2 gegen Guadeloupe im ersten Gruppenspiel beim Gold Cup 2023, wo er auch gleich in der Startelf stand. Beim Turnier kam er dann auch noch in allen weiteren Partien seiner Mannschaft zum Einsatz und schaffte es hier bis ins Viertelfinale. Auch für die Copa América 2024 wurde er nominiert.